# Betsy Nagelsen
Betsy Nagelsen McCormack, ameriška tenisačica, * 23. oktober 1956, St. Petersburg, Florida, ZDA.
V posamični konkurenci je največji uspeh dosegla leta 1978, ko se je uvrstila v finale turnirja za Odprto prvenstvo Avstralije, kjer jo je v dveh nizih premagala Chris O'Neil. Na turnirjih za Odprto prvenstvo Anglije se je najdlje uvrstila v četrti krog v letih 1981 in 1986, kot tudi na turnirjih za Odprto prvenstvo ZDA leta 1974, na turnirjih za Odprto prvenstvo Francije pa v tretji krog v letih 1975 in 1978. V konkurenci ženskih dvojic je dvakrat osvojila turnir za Odprto prvenstvo Avstralije, leta 1978 z Renáto Tomanovo in 1980 z Martino Navratilovo, na turnirjih za Odprto prvenstvo Avstralije in Odprto prvenstvo Anglije se je po enkrat uvrstila v finale. V konkurenci mešanih dvojic se je skupaj z Paulom Annaconom leta 1987 uvrstila v finale turnirja za Odprto prvenstvo ZDA.

## Finali Grand Slamov

### Posamično (1)

#### Porazi (1)
| Leto | Turnir                      | Nasprotnica v finalu | Rezultat finala |
| 1978 | Odprto prvenstvo Avstralije | Chris O'Neil         | 3–6, 6–7(3–7)   |

### Ženske dvojice (4)

#### Zmage (2)
| Leto | Turnir                      | Partnerica          | Nasprotnici v finalu        | Rezultat finala |
| 1978 | Odprto prvenstvo Avstralije | Renáta Tomanová     | Naoko Sato Pam Whytcross    | 7–5, 6–2        |
| 1980 | Odprto prvenstvo Avstralije | Martina Navratilova | Ann Kiyomura Candy Reynolds | 6–4, 6–4        |

#### Porazi (2)
| Leto    | Turnir                      | Partnerica       | Nasprotnici v finalu               | Rezultat finala |
| 1977Jan | Odprto prvenstvo Avstralije | Kerry Reid       | Dianne Fromholtz Helen Gourlay     | 7–5, 1–6, 5–7   |
| 1987    | Odprto prvenstvo Anglije    | Elizabeth Smylie | Claudia Kohde-Kilsch Helena Suková | 5–7, 5–7        |

### Mešane dvojice (1)

#### Porazi (1)
| Leto | Turnir               | Partner       | Nasprotnika v finalu               | Rezultat finala           |
| 1987 | Odprto prvenstvo ZDA | Paul Annacone | Martina Navratilova Emilio Sánchez | 4–6, 7–6(8–6), 6–7(12–14) |